# Billiken
Pour les articles homonymes, voir Bilikenn.

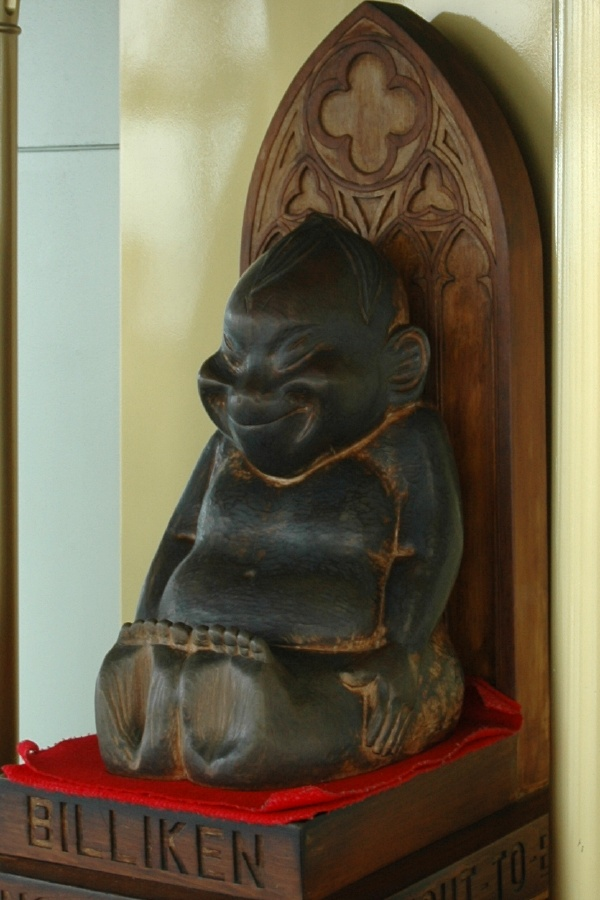
Un Billiken de bois dans la tour Tsūtenkaku

Le Billiken est une statue porte-bonheur, dessinée par l'illustratrice américaine Florence Pretz en 1908. Il est présenté comme « le Dieu des choses telles qu'elles devraient être » (« The God of Things As They Ought to Be », tel qu'il peut être écrit sur son socle). Il ressemble à un gros nourrisson avec les yeux fermés et un large sourire.
Le Billiken est notamment la mascotte de l'Université de Saint-Louis. Il est aussi présent dans les quartiers commerçants d'Osaka. Il est également illustré sur un jeton publicitaire en aluminium d'une ancienne boutique du passage des Panoramas à Paris, avec la mention : « Si tu me gardes je te porterai bonheur ».